# Lady in a Jam
Lady in a Jam is een Amerikaanse filmkomedie uit 1942 onder regie van Gregory La Cava.

## Verhaal
Als Jane Palmer haar volledige erfenis verkwanselt, gelooft iedereen dat ze krankzinnig is geworden. Dokter Enright, een jonge psychiater, zal haar behandelen. Ze reist naar haar rijke grootmoeder om haar fortuin terug te winnen. Zij weigert Jane geld te geven, maar ze staat haar wel toe om goud te zoeken in de verlaten mijn van haar grootvader. Dokter Enright kan haar het plan niet uit  het hoofd praten en hij besluit met haar mee te gaan.

## Rolverdeling
| Acteur          | Personage        |
| --------------- | ---------------- |
| Irene Dunne     | Jane Palmer      |
| Patric Knowles  | Dokter Enright   |
| Ralph Bellamy   | Stanley Gardner  |
| Eugene Pallette | John Billingsley |
| Samuel S. Hinds | Dokter Brewster  |
| Queenie Vassar  | Cactus Kate      |
| Jane Garland    | Strawberry       |
| Edward McWade   | Ground-Hog       |
| Robert Homans   | Faro Bill        |
| Russell Hicks   | Carter           |
| Hardie Albright | Milton           |
| Isabel La Mal   | Josephine        |
| Edward Gargan   | Gedeputeerde     |